# Golden Valley (Dakota del Nord)
Golden Valley és una població dels Estats Units a l'estat de Dakota del Nord. Segons el cens del 2000 tenia 183 habitants.

## Demografia
Segons el cens del 2000, Golden Valley tenia 183 habitants, 91 habitatges, i 51 famílies. La densitat de població era de 98,1 hab./km².
Dels 91 habitatges en un 18,7% hi vivien nens de menys de 18 anys, en un 46,2% hi vivien parelles casades, en un 9,9% dones solteres, i en un 42,9% no eren unitats familiars. En el 37,4% dels habitatges hi vivien persones soles el 19,8% de les quals corresponia a persones de 65 anys o més que vivien soles. El nombre mitjà de persones vivint en cada habitatge era de 2,01 i el nombre mitjà de persones que vivien en cada família era de 2,63.
Per edats la població es repartia de la següent manera: un 17,5% tenia menys de 18 anys, un 4,9% entre 18 i 24, un 20,2% entre 25 i 44, un 31,7% de 45 a 60 i un 25,7% 65 anys o més.
L'edat mediana era de 47 anys. Per cada 100 dones de 18 o més anys hi havia 104,1 homes.
La renda mediana per habitatge era de 27.188 $ i la renda mediana per família de 39.688 $. Els homes tenien una renda mediana de 38.125 $ mentre que les dones 15.625 $. La renda per capita de la població era de 14.783 $. Entorn del 18,4% de les famílies i el 20,7% de la població estaven per davall del llindar de pobresa.

## Poblacions més properes
El següent diagrama mostra les poblacions més properes.